# Mengistu Haile Mariam
Mengistu Haile Mariam (Walayta, 21. svibnja 1937.), zloglasni etiopski diktator, po činu bojnik etiopske vojske i zapovjednik komunističke pučističke skupine Derg koja je svrgnula s prijestolja cara Hailea Selassiea.
Car je ubijen davljenjem po izravnoj Mengistuovoj zapovijedi. Baka mu je bila sluškinja carice Judite, te je izuzeta iz postupka nacionalizacije zemljišta kada je Mengistu došao na vlast. Otac mu je bio bivši rob. Za vrijeme njegove vladavine, Etiopija je primala pomoć od Sovjetskog saveza, Kube i Varšavskog pakta. Ubio je od 500 000 do 2 milijuna političkih protivnika.
Okrutan, možda i više nego drugi afrički diktatori Mobutu Sese Seko ili Idi Amin.
Padom komunizma u Etiopiji, pobjegao je u Zimbabve, gdje još i danas živi, pod okriljem političkog istomišljenika Roberta Mugabea.
Sud u etiopskom glavnom gradu Addis Abebi je 12. prosinca 2006. Mengistua Hailea Mariama i još 73 čelnika njegova bivšeg režima, proglasio krivim za genocid, te se za njega očekuje izricanje smrtne kazne, koja vjerojatno neće moći biti izvršena jer se isti nalazi u Zimbabveu, a s tom zemljom Etiopija nema sporazum o izručivanju.